# Zapoteca media
Zapoteca media là một loài thực vật có hoa trong họ Đậu. Loài này được (M.Martens & Galeotti) H.M.Hern miêu tả khoa học đầu tiên.